# 1930-as norvég labdarúgókupa
A 1930-as norvég labdarúgókupa a Norvég labdarúgókupa 29. szezonja volt. A címvédő a Sarpsborg csapata volt. A kupában minden olyan csapat részt vehetett, amely tagja a Norvég labdarúgó-szövetségnek, kivéve az észak-norvégiai klubokat. A tornát az Ørn Horten nyerte meg, a kupa történetében negyedjére.

## Első kör
| 1. csapat           | Eredmény   | 2. csapat            |
| ------------------- | ---------- | -------------------- |
| Blink               | 0–10       | Kvik                 |
| Brage               | 6–1        | Braatt               |
| Brann               | 8–0        | Voss                 |
| Djerv               | 5–0        | Ny-Solheim           |
| Donn                | 1–2 (h.u.) | Vigør                |
| Drammen             | 7–1        | Fossekallen          |
| Eidsvold            | 3–1        | Raufoss              |
| Eiker               | 3–2 (h.u.) | Rjukan               |
| Eydehavn            | 0–3        | Start                |
| Flekkefjord         | 6–0        | Mandalskameratene    |
| Fram Larvik         | 4–0        | Ulefoss              |
| Fremad Lillehammer  | 1–5        | Vardal               |
| Gjeithus            | 0–2        | Larvik Turn          |
| Gjøvik-Lyn          | 12–0       | Ullensaker           |
| Grane (Sandvika)    | 0–3        | Tønsberg Turn        |
| Grue                | 1–0        | Nybergsund           |
| Gråbein             | 2–3        | Drafn                |
| Haga                | 2–5        | Bøn                  |
| Hamar               | 7–1        | Bergmann             |
| Hasle               | 0–5        | Vålerengen           |
| Holmestrand         | 4–1        | Fremad Filtvet       |
| Hølen               | 0–8        | Kvik Halden          |
| Høyanger            | 1–3        | Hardy                |
| Jevnaker            | 2–3        | Strømsgodset         |
| Kapp                | 3–2        | Eidsvold Turn        |
| Kongsberg           | 0–1        | Urædd                |
| Kongsvinger         | 1–0        | Hof                  |
| Kristiansund        | 1–4        | Aalesund             |
| Kråkstad            | 1–8        | Selbak               |
| Lillestrøm          | 3–0        | Brumunddal           |
| Lisleby             | 11–0       | Nordstrand           |
| Liv                 | 3–0        | Lyn                  |
| Minde               | 5–1        | Ulabrand             |
| Mjøndalen           | 5–1        | Berger               |
| Moss                | 7–1        | Drøbak               |
| Namsos              | 7–1        | Harran               |
| Neset               | 1–1 (h.u.) | Sverre               |
| Strømmen            | 1–12       | Fredrikstad          |
| Orkanger            | 4–3        | Freidig              |
| Pors                | 4–1        | Grane (Arendal)      |
| Ranheim             | 6–0        | National             |
| Rapp                | 5–4        | Strinda              |
| Rollon              | 7–0        | Molde                |
| Roy                 | 0–3        | Falk                 |
| Sandefjord BK       | 2–8        | Gjøa                 |
| Sarpsborg           | 8–0        | Lierfoss             |
| Skade               | 1–3        | Odd                  |
| Skeid               | 4–0        | Lillestrømkameratene |
| Ski                 | 4–1        | Nydalen              |
| Skien               | 4–0        | Kragerø              |
| Skiold              | 5–0        | Bygdø                |
| Skotfos             | 2–1        | Snøgg                |
| Stabæk              | 2–3        | Trygg                |
| Stavanger           | 2–1        | Brodd                |
| Steinkjer           | 8–1        | Bangsund             |
| Stord               | 3–3 (h.u.) | Årstad               |
| Strømmen BK         | 2–6        | Frigg Oslo           |
| Tell                | 1–5        | Storm                |
| Tistedalen          | 2–2 (h.u.) | Dæhlenengen          |
| Torp                | 4–1        | Strong               |
| Tønsberg-Kameratene | 4–1        | Vikersund            |
| Sandnes Ulf         | 5–3 (h.u.) | Egersund             |
| Vard                | 1–2        | Viking               |
| Ørn Horten          | 4–0        | Birkebeineren        |
| Újrajátszás         |            |                      |
| Dæhlenengen         | 3–0        | Tistedalen           |
| Sverre              | 1–2 (h.u.) | Neset                |
| Årstad              | 4–2 (h.u.) | Stord                |

## Második kör
| 1. csapat     | Eredmény   | 2. csapat           |
| ------------- | ---------- | ------------------- |
| Bøn           | 1–2        | Gjøvik-Lyn          |
| Djerv         | 3–1        | Minde               |
| Drafn         | 4–3        | Brann               |
| Dæhlenengen   | 2–6        | Drammen             |
| Eidsvold      | 0–7        | Lisleby             |
| Eiker         | 2–2 (h.u.) | Fram Larvik         |
| Falk          | 3–1 (h.u.) | Skien               |
| Flekkefjord   | 2–4        | Sandnes Ulf         |
| Fredrikstad   | 8–2        | Skiold              |
| Frigg Oslo    | 6–4        | Rollon              |
| Gjøa          | 1–3        | Kapp                |
| Hamar         | 4–2        | Grue                |
| Hardy         | 4–1        | Årstad              |
| Kongsvinger   | 0–5        | Lillestrøm          |
| Kvik Halden   | 9–0        | Vålerengen          |
| Kvik          | 5–0        | Neset               |
| Larvik Turn   | 6–2        | Skotfos             |
| Liv           | 1–9        | Mjøndalen           |
| Moss          | 2–1        | Pors                |
| Odd           | 7–0        | Tønsberg-Kameratene |
| Orkanger      | 1–5        | Brage               |
| Ranheim       | 4–2        | Rapp                |
| Selbak        | 8–0        | Ski                 |
| Start         | 1–3        | Stavanger           |
| Steinkjer     | 5–1        | Namsos              |
| Storm         | 0–1        | Ørn Horten          |
| Strømsgodset  | 6–1        | Torp                |
| Tønsberg Turn | 4–1        | Sarpsborg           |
| Urædd         | 6–0        | Holmestrand         |
| Vardal        | 1–2 (h.u.) | Trygg               |
| Viking        | 4–2        | Vigør               |
| Aalesund      | 7–0        | Skeid               |
| Újrajátszás   |            |                     |
| Fram Larvik   | 6–2        | Eiker               |

## Harmadik kör
| 1. csapat   | Eredmény   | 2. csapat     |
| ----------- | ---------- | ------------- |
| Aalesund    | 6–3        | Selbak        |
| Brage       | 3–0        | Ranheim       |
| Stavanger   | 4–0        | Djerv         |
| Hardy       | 5–4 (h.u.) | Drafn         |
| Drammen     | 4–4 (h.u.) | Larvik Turn   |
| Lillestrøm  | 2–1        | Falk          |
| Fram Larvik | 3–2        | Kvik Halden   |
| Kapp        | 0–8        | Fredrikstad   |
| Gjøvik-Lyn  | 2–4        | Frigg Oslo    |
| Mjøndalen   | 9–0        | Hamar         |
| Steinkjer   | 3–6        | Kvik          |
| Lisleby     | 6–1        | Strømsgodset  |
| Ørn Horten  | 7–1        | Moss          |
| Trygg       | 2–2        | Odd           |
| Urædd       | 2–0        | Tønsberg Turn |
| Sandnes Ulf | 2–5        | Viking        |
| Újrajátszás |            |               |
| Larvik Turn | 0–3        | Drammen       |
| Trygg       | 1–2        | Odd           |

A Trygg–Odd mérkőzés végeredményét érvénytelenítették, így az újrajátszás mellett döntöttek.

## Negyedik kör
| 1. csapat   | Eredmény | 2. csapat   |
| ----------- | -------- | ----------- |
| Ørn Horten  | 6–2      | Aalesund    |
| Frigg Oslo  | 10–2     | Brage       |
| Urædd       | 2–5      | Drammen     |
| Fredrikstad | 2–0      | Fram Larvik |
| Viking      | 2–0      | Hardy       |
| Kvik        | 1–7      | Lisleby     |
| Odd         | 8–3      | Lillestrøm  |
| Stavanger   | 3–0      | Mjøndalen   |

## Negyeddöntők
| 1. csapat   | Eredmény   | 2. csapat   |
| ----------- | ---------- | ----------- |
| Lisleby     | 2–3        | Drammen     |
| Odd         | 2–3        | Fredrikstad |
| Stavanger   | 5–4 (h.u.) | Frigg Oslo  |
| Ørn Horten  | 0–0 (h.u.) | Viking      |
| Újrajátszás |            |             |
| Ørn Horten  | 4–0        | Viking      |

## Elődöntők
| 1. csapat  | Eredmény | 2. csapat   |
| ---------- | -------- | ----------- |
| Drammen    | 2–0      | Stavanger   |
| Ørn Horten | 2–1      | Fredrikstad |

## Döntő
| 1930. október 19. |

| Ørn Horten                                         | 4–2 | Drammen          |
| -------------------------------------------------- | --- | ---------------- |
| Fredriksen 16' Nielsen vagy Olsen 52' Dahl 72' 85' |     | Trogstad 15' 83' |

| Brann Stadion, Bergen Nézőszám: 6 000 Játékvezető: Reidar Randers-Johansen (Trygg) |